# Улица Горбунова (Москва)
У́лица Горбуно́ва (название 1933 года)— улица в Москве, на территории Можайского района Западного административного округа.

## Описание
Улица начинается от путепровода через Смоленское направление Московской железной дороги и Усовскую ветку между улицами Боженко и Кубинка (под эстакадой Кубинка-Боженко), проходит вдоль Смоленского направления Московской железной дороги и заканчивается развязкой с МКАД, продолжаясь как Московская улица в поселке Немчиновка.
Эстакада Кубинка-Боженко вместе с улицами Боженко и Кубинка войдут в состав 4 (южного) участка Северо-Западной хорды — крупной магистрали, которая соединит четыре административных округа Москвы (ЗАО, СЗАО, САО и СВАО), что несомненно улучшит транспортную доступность и улицы Горбунова.

## Происхождение названия
Названа в 1933 году в составе города Кунцево в честь С. П. Горбунова (1902—1933) — организатора советской авиапромышленности, директора крупнейшего в Европе авиастроительного завода № 22 в Филях (Москва).

## Здания и сооружения
- По нечётной стороне:
- По чётной стороне:
  - 2 — Всероссийский институт лёгких сплавов (ВИЛС)
  - 10 — политехнический колледж № 42 УК 2

## Транспорт

### Наземный транспорт
- По улице проходит маршрут автобусов № 794 и 794к (Метро «Молодёжная» — Немчиновка)

А также маршрутное такси № 597 (метро Молодежная — платформа Ромашково)

### Железнодорожный транспорт
- Платформа «Сетунь» Смоленского направления Московской железной дороги